# 法蘭克·林柏特
弗兰克·詹姆斯·兰帕德，OBE（英語：Frank James Lampard，1978年6月20日—）是一位英格蘭已退役足球運動員，司職中場，世界足壇頂尖中場巨星之一。出身於韋斯咸青訓體系，曾效力英超俱樂部車路士長達十三年，為該俱樂部的傳奇人物。退役後曾重返車路士擔任主教練及看守領隊。前英格蘭足球代表隊球員。
自從2001年加盟車路士之後，林柏特便開始漸露頭角，2005年協助車路士贏得英格蘭超級聯賽冠軍、英格蘭聯賽杯冠軍、英格蘭社區盾冠軍。林柏特不但屢建奇功，2005年11月26日，他為車路士出戰樸茨茅夫時，更創下英超連續以正選上陣達160次的新記錄，打破英格蘭門將大衛·占士的159場的紀錄，成為新一代的英超鐵人。2005年11月，林柏特於歐洲足球先生選舉僅次於巴西巨星朗拿甸奴，名列第二位。一個月後，林柏特於世界足球先生選舉再次僅次於朗拿甸奴。2013年3月，林柏特在對上西漢姆聯的比賽中射進了個人效力車路士的第200個入球。
2013年5月11日，林柏特在對阿士東維拉的比賽中梅開二度，以203球成績打破了由卜比·譚布寧創下的202球隊史入球記錄，成為車路士歷史上入球最多的球員。
2014年12月13日，林柏特追平了阿仙奴傳奇射手蒂埃里·亨利的紀錄，並列英超歷史射手榜第三位。
2017年2月1日，林柏特宣佈掛靴，結束長達多年的職業球員生涯。

## 個人
林柏特出身於一個著名的足球世家。他的父親老林柏特和姨夫都曾經為英格蘭上陣。老林柏特曾代表韋斯咸上陣660場，而姨丈哈利·列納長時期擔任管理球隊的職業。林柏特的表哥曾為英格蘭上陣過17場比賽，亦都曾效力南安普顿、熱刺、利物浦和般尼茅夫等球會。
林柏特於2006年8月出過一本自傳，名為《Totally Frank》。
林柏特與Elen Rivas育有兩個女兒，分別是Luna Coco Patricia（出生於2005年8月22日）及Isla（出生於2007年5月20日）。2009年二月中，林柏特與Elen分手。
2008年4月24號林柏特的媽媽去世，4月30日，仍然代表車路士出戰歐聯四強對戰利物浦。他在比賽中為車路士射入一球十二碼，入球後表現出少見的激動，跪地流淚。最終車路士進入決賽，可惜最後在加時十二碼輸給冠軍曼聯。
在車路士的軍醫安格殊為隊員測試智商時，發現林柏特智商高達天才級的149，為全隊最高。其實林柏特本身讀書成績不錯，讀的是位於英格蘭埃塞克斯的私立名校“Brentwood School”。當中拉丁文更考獲A的成績。只因受父親的影響及自己對足球的興趣，才決定成為一位足球員。

## 球會生涯

### 韋斯咸
林柏特因為父親是助理經理的關係，所以加入了韋斯咸，在1994年10月成為球會學徒，並於1995年7月1日成為職業球員。
1995年10月，他被借到乙組聯賽的史雲斯。他在1996年1月返回韋斯咸前共上陣9場聯賽和2場盃賽，並射入一球。
返回韋斯咸的林柏特沒有成為球隊正選。他在1997年3月15日對陣阿士東維拉的比賽中斷腳，缺席該季餘下比賽。林柏特首個在韋斯咸入球在1997-98年賽季出現，作客對著班士利的比賽。在這段時間，林柏特被英格蘭21歲以下國家足球隊領隊彼得·泰勒選入該隊，並在1997年11月13日於克里特對著希臘的比賽首次上陣。
1998-99年賽季可說是林柏特最有進步的一季，他成為了韋斯咸的必然正選，沒有錯失任何比賽，並協助韋斯咸在英格蘭超級聯賽奪得第5名。
林柏特已成為韋斯咸的固定正選，他在韋斯咸的6年間，一共上陣178次，並於各項比賽射入39球。可是他的固定正選位置未被肯定，因為他父亲是韋斯咸的教練，被指為偏幫親戚。在他的隊友里奧·費迪南於2000-01年賽季賣到列斯聯加上他父親和他姨丈哈利·列納離開韋斯咸後，林柏特決定跟隨他們離開韋斯咸。即使有多間球會羅致，他決定留在倫敦並加盟車路士。

### 車路士
在2001年3月15日以1100萬英鎊加入車路士之後，林柏特的表現日趨成熟。尤其在第三季俄羅斯富商阿巴莫域治入主車路士後，他的出色表現使他成為車路士陣容的必然正選。
2001-02
林柏特在2001年7月26日車路士對萊頓東方的季前比賽首次上陣，並在2001年8月1日另一場作客以7比1擊敗北安普顿的季前比賽中為車路士射入一球。2001年8月19日，他首次在聯賽為車路士上陣。最後球隊以1比1賽和紐卡素。他於2001年9月6日對著熱刺的比賽被出示紅牌趕出場。直至2007年2月25日為止，這是他的職業生涯當中唯一被趕出場的比賽。這一季他只錯失一場比賽，並射入7球。可是林柏特再一次未被選入英格蘭的大賽陣容，他的名字並沒有出現於韓日世界盃的大軍名單中。
2002-03
在2002-03年賽季，林柏特繼續維持隊中必然正選的地位，出戰所有38場聯賽，取得8個入球，協助車路士成為第4名，並首次參加歐洲聯賽冠軍盃。
2003-04

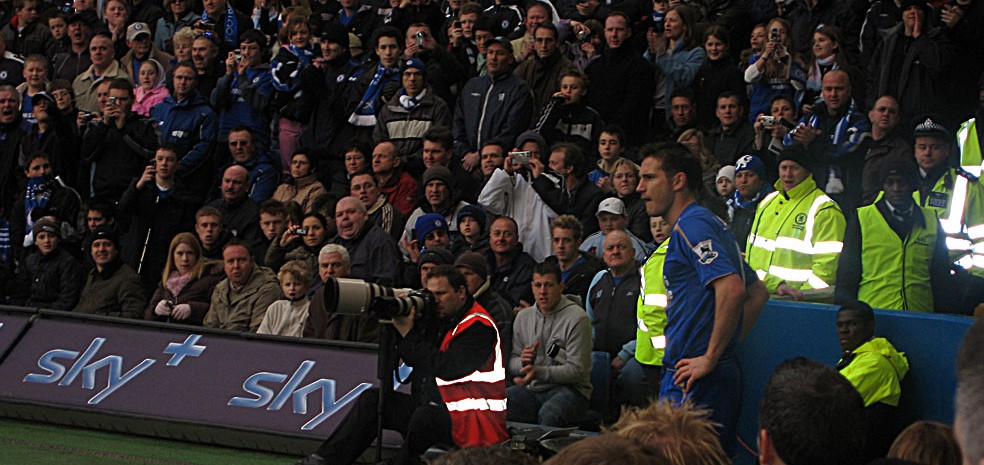
林柏特預備角球

接下來的一季對於林柏特來說是很好的一季，他在2003年8月20日以3比1擊敗克羅地亞的友誼賽被選入國家隊，並射入了他代表國家隊的第一球。另外他亦被選為2003年9月和10月的最佳球員。在歐洲賽方面，切尔西在歐洲聯賽冠軍盃進入四強，只是被最後的亞軍摩納哥打敗。他亦在14場歐聯比賽中射入4球。在本土賽方面，他們最後以第二名完成聯賽，僅在阿仙奴之後。
2004-05
2004-05年賽季是林柏特職業生涯最成功的一年，他上陣所有38場聯賽，射入13球，協助車路士得到50年來首個頂級聯賽冠軍，並以12分拋離亞軍阿仙奴。另外他在另一項車路士奪得冠軍的盃賽聯賽盃當中的6場比賽射入了2球。在歐洲聯賽冠軍盃及聯賽的其間，他被前巴西隊長阿爾貝托、荷蘭球員告魯夫認為是當前歐洲的最佳中場之一。另外他亦成為了2005年的英格蘭足球先生。
2005-06
他在2005-06年球季上陣35場聯賽並射入16球，協助車路士蟬聯英格蘭超級聯賽冠軍，並在各項正式比賽中上陣48場，射入20球。在2005年10月對著布力般流浪的聯賽後的一個訪問，領隊摩連奴稱讚他是「世界上最好的球員」。2005年9月，林柏特被國際職業足球員協會（FIFPro）選為世界十一人（World XI）的其中之一。在2005年11月，他被選為歐洲足球先生的亞軍，在朗拿甸奴之後。其後的世界足球先生選舉中，他無奈地再次以第二名屈居於這名球技出眾的巴西球員。
2006-07
雖然在世界盃的表現並不盡如人意，但林柏特在2006-07年的球季中的發揮並未受到太大影響。在車路士經過聯賽首27場的比賽之後，他悉數上陣並為球隊射入10球。直至2007年2月25日為止，這賽季他暫時為車路士在各項正式比賽上陣40場，並攻入17球。
2007-08
在2007-08年球季季初，林柏特在上陣的四場比賽已攻入了3球。儘管林柏特是一個中場球員，但他在加盟車路士後，其入球的能力大增，甚至可以媲美前鋒。他經常是車路士的十二碼和罰球的首選，亦是在泰利之後的車路士第二隊長。2008年，車路士宣佈由於雲達華治改投皇馬，史高拉利和卡比路決定重金挽留林柏特，以避免後者轉投國際米蘭。
2008-09
2009-10

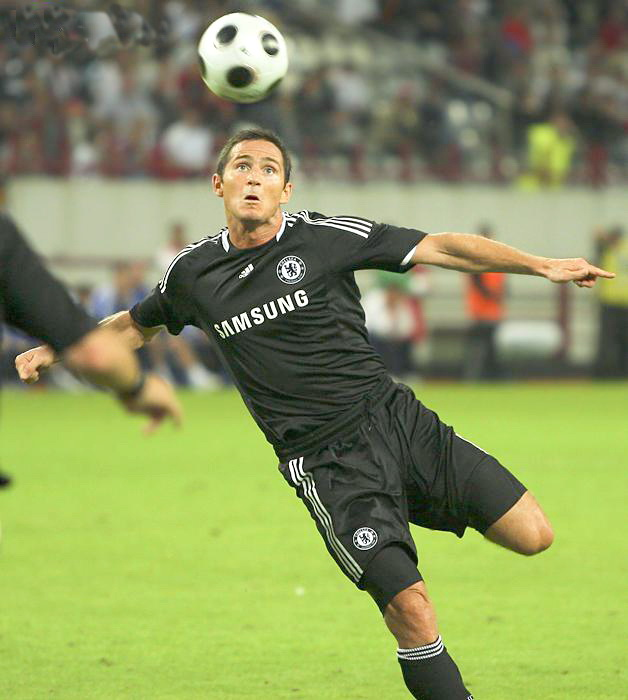
林柏特（2008年）

在2010年3月27日主場以7比1擊敗阿士東維拉，林柏特全場射入4球，完成大四喜。整個2009-10球季，林柏特在所有比賽上陣50場，攻入26球，帶領球隊獲得2009/2010英超冠軍並打破歷來英超冠軍入球最多記錄。
2010-11
2011-12

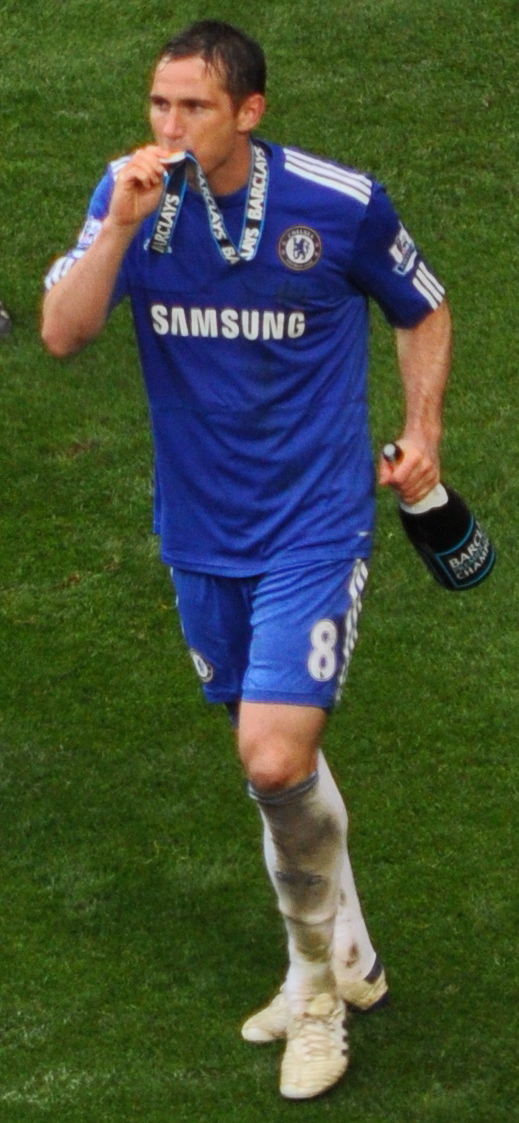
林伯特慶祝車路士奪得英超冠軍

2011/12賽季歐洲聯賽冠軍盃決賽，在泰利停賽下，林柏特作為場上隊長出戰拜仁慕尼黑，120分鐘打和1:1，互射十二碼時林柏特射入第三球，最終車路士以十二碼4:3擊敗拜仁慕尼黑，奪得職業生涯和球會歷史上第一次歐冠錦標。
2012-13
在2013年3月17日，為車路士射入了他的第200個入球，幫助車路士以2:0擊退同城對手兼舊東家韋斯咸。5月11日對阿士東維拉的比賽攻入個人在球隊的第203球，成為隊史上入球最高的球員。
2012/13賽季歐洲聯賽決賽，在泰利停賽下，林柏特作為場上隊長出戰，再度成為冠軍。2013年5月16日，林伯特與車路士續約一年。
2013-2014
林柏特一記自由球遠射破網，攻入他在此球季的首球。2013-14赛季末，林柏特宣布离开车路士，加盟美職聯球會紐約城，2014年8月3日，曼城宣布兰帕德以租借的身份加盟。

### 曼城
香港時間2014年8月6日下午，曼城在官網宣佈英格蘭中場林柏特即將加盟，並簽約半年短期合約。曼城官網最後確認，林柏特可以參加所有國內和歐戰比賽，同時宣佈他將身穿18號球衣。
2014年9月21日，林柏特在英超後備上陣倒戈車路士，並射入一球助曼城在主場迫和舊會，入球後他拒絕慶祝，為球隊交出亮麗的表現，以實力贏取了曼城球迷的心，更被粉絲們投選他成為了球會的9月之星。
2014年10月18日，林柏特在曼城4-1擊敗熱刺的比賽中表現得非常出色，但他卻可能要因傷休養一段長時間。
在比賽中，林柏特首先為阿古路助攻了一個入球，後來又搏得一個12碼，助球隊早於20分鐘便取得了兩個入球。可惜的是，4分鐘後林柏特在一次爭搶中搶傷大腿，而且傷情似乎不輕。
2014年11月30日，林柏特遠射攻入球隊第二球，最終曼城作客3-0大勝南安普顿。2014年12月13日，林柏特攻入全場唯一入球，曼城作客1-0小勝李斯特城。

## 國家隊
1999年10月10日，他於英格蘭對著比利時比賽首次上陣。雖然林柏特未有被選入2000年歐洲國家盃的陣容內，但他在2000年歐洲21歲以下國家盃以隊長身份比賽。在2000年6月作客對著斯洛伐克的比賽是他最後一次為21歲以下國家隊上陣。
球會的成功令到他在國家隊方面佔一席位，他被選入英格蘭足總為2004年歐洲國家盃的暑假之旅的陣容，在對著冰島的比賽上，他射入了他的第二個國際賽入球，協助英格蘭以6比1擊敗冰島。後來他被選入2004年歐洲國家盃的陣容，協助英格蘭最後晉身八強。同時他在4場比賽中射入3球，被歐洲足協選為2004年歐洲國家盃官方的明星陣容。接下來史高斯正式退出國家隊，令林柏特得以固定他的正選位置。
他在2005年10月8日的2006年世界盃外圍賽，對著奧地利的比賽射入一球十二碼，幫助國家隊晉級到德國舉辦的2006年世界盃足球賽。翌年的世界盃，林柏特入選了國家隊的決賽周名單，並於德國上陣了5場，在八強賽中對葡萄牙的法定時間言和，他在隨後進行的互射十二碼中射失，最終英格蘭不敵對手出局。他在世界盃表現並不符合人們預期，並在國家隊出局後受到不同媒體的批評。
林柏特參加了三次世界杯，2006年世界杯、2010年世界盃、2014年世界杯。射门累计达43次，但一球未进。
在2010年世界盃十六強，英格蘭對陣宿敵德國，林柏特的精彩遠射，雖然球越過了球門白線，卻被主裁判拉里昂達誤判為進球無效，以至上半場英格蘭落後1-2。比賽在下半場時英軍後防更突然崩盤，再連失兩球，終以1-4的賽果的被德國淘汰。
2014年8月26日，林柏特正式退出國家隊。

## 教练生涯
2017年9月9日，兰帕德返回切尔西足球俱乐部，并加入俱乐部青年队的工作，辅佐约迪·莫里斯开始执教U18青年队。
2018年5月31日，德比郡足球俱乐部宣布：兰帕德出任球队主帅，双方签约三年。这是兰帕德第一份教练工作，該季德比郡以英冠第6名晉級附加賽，但很可惜在溫布利決賽不敵阿斯頓維拉。
2019年7月4日，切尔西足球俱乐部宣布，兰帕德成为球队的新任主教练。兰帕德正式回归切尔西，双方签下了一份三年的合约。
2021年1月25日，車路士宣布解僱領隊兰帕德。切爾西表示，績效並未顯示出“任何持續改進的明確途徑”，因此有必要更換教練。
2022年1月31日，林柏特執教，但球會因成績差劣而在2023年1月23日下午解僱林柏特。

## 技術特點
蘭帕德最為人稱道的便是跑不死又幾乎不受傷的鋼鐵體能與遠射功夫。蘭帕德初出道時防守能力不佳為人詬病，但依賴勤勉的跑動與豐沛的體力死纏對手得以彌補缺失，不論前場後場都能看到他的身影，此外發揮穩定、身體強壯幾乎不受傷且精神力極強，在壓力大或者不利的場合都能很好的調整並站出來激勵隊友；重砲級遠射更是蘭帕德賴以成名的拿手絕活，依靠大量前插與強力遠射讓蘭帕德成為英超史上進球最多的中場球員。

## 球員生涯數據

### 俱樂部
| 俱樂部          | 賽季      | 聯賽               | 聯賽 | 聯賽 | 國家盃賽 | 國家盃賽 | 聯賽盃賽 | 聯賽盃賽 | 洲際賽 | 洲際賽 | 其他 | 其他 | 總計 | 總計 |
| 俱樂部          | 賽季      | 層級               | 出賽 | 進球 | 出賽     | 進球     | 出賽     | 進球     | 出賽   | 進球   | 出賽 | 進球 | 出賽 | 進球 |
| --------------- | --------- | ------------------ | ---- | ---- | -------- | -------- | -------- | -------- | ------ | ------ | ---- | ---- | ---- | ---- |
| 西漢姆聯        | 1995–96   | 英格蘭足球超級聯賽 | 2    | 0    | 0        | 0        | 0        | 0        | —      | —      | —    | —    | 2    | 0    |
| 斯旺西城 (租借) | 1995–96   | 英格蘭乙組聯賽     | 9    | 1    | —        | —        | —        | —        | —      | —      | 2    | 0    | 11   | 1    |
| 西漢姆聯        | 1996–97   | 英格蘭足球超級聯賽 | 13   | 0    | 1        | 0        | 2        | 0        | —      | —      | —    | —    | 16   | 0    |
| 西漢姆聯        | 1997–98   | 英格蘭足球超級聯賽 | 31   | 5    | 6        | 1        | 5        | 4        | —      | —      | —    | —    | 42   | 10   |
| 西漢姆聯        | 1998–99   | 英格蘭足球超級聯賽 | 38   | 5    | 1        | 0        | 2        | 1        | —      | —      | —    | —    | 41   | 6    |
| 西漢姆聯        | 1999–2000 | 英格蘭足球超級聯賽 | 34   | 7    | 1        | 0        | 4        | 3        | 10     | 4      | —    | —    | 49   | 14   |
| 西漢姆聯        | 2000–01   | 英格蘭足球超級聯賽 | 30   | 7    | 4        | 1        | 3        | 1        | —      | —      | —    | —    | 37   | 9    |
| 西漢姆聯        | 總計      | 總計               | 157  | 25   | 13       | 2        | 16       | 9        | 10     | 4      | 2    | 0    | 198  | 40   |
| 切爾西          | 2001–02   | 英格蘭足球超級聯賽 | 37   | 5    | 8        | 1        | 4        | 0        | 4      | 1      | —    | —    | 53   | 7    |
| 切爾西          | 2002–03   | 英格蘭足球超級聯賽 | 38   | 6    | 5        | 1        | 3        | 0        | 2      | 1      | —    | —    | 48   | 8    |
| 切爾西          | 2003–04   | 英格蘭足球超級聯賽 | 38   | 10   | 4        | 1        | 2        | 0        | 14     | 4      | —    | —    | 58   | 15   |
| 切爾西          | 2004–05   | 英格蘭足球超級聯賽 | 38   | 13   | 2        | 0        | 6        | 2        | 12     | 4      | —    | —    | 58   | 19   |
| 切爾西          | 2005–06   | 英格蘭足球超級聯賽 | 35   | 16   | 5        | 2        | 1        | 0        | 8      | 2      | 1    | 0    | 50   | 20   |
| 切爾西          | 2006–07   | 英格蘭足球超級聯賽 | 37   | 11   | 7        | 6        | 6        | 3        | 11     | 1      | 1    | 0    | 62   | 21   |
| 切爾西          | 2007–08   | 英格蘭足球超級聯賽 | 24   | 10   | 1        | 2        | 3        | 4        | 11     | 4      | 1    | 0    | 40   | 20   |
| 切爾西          | 2008–09   | 英格蘭足球超級聯賽 | 37   | 12   | 7        | 3        | 2        | 2        | 11     | 3      | —    | —    | 57   | 20   |
| 切爾西          | 2009–10   | 英格蘭足球超級聯賽 | 36   | 22   | 6        | 3        | 1        | 0        | 7      | 1      | 1    | 1    | 51   | 27   |
| 切爾西          | 2010–11   | 英格蘭足球超級聯賽 | 24   | 10   | 3        | 3        | 0        | 0        | 4      | 0      | 1    | 0    | 32   | 13   |
| 切爾西          | 2011–12   | 英格蘭足球超級聯賽 | 30   | 11   | 5        | 2        | 2        | 0        | 12     | 3      | —    | —    | 49   | 16   |
| 切爾西          | 2012–13   | 英格蘭足球超級聯賽 | 29   | 15   | 4        | 2        | 3        | 0        | 10     | 0      | 4    | 0    | 50   | 17   |
| 切爾西          | 2013–14   | 英格蘭足球超級聯賽 | 26   | 6    | 1        | 0        | 1        | 1        | 11     | 1      | 1    | 0    | 40   | 8    |
| 切爾西          | 總計      | 總計               | 429  | 147  | 58       | 26       | 34       | 12       | 117    | 25     | 10   | 1    | 648  | 211  |
| 曼城            | 2014–15   | 英格蘭足球超級聯賽 | 32   | 6    | 2        | 0        | 1        | 2        | 3      | 0      | —    | —    | 38   | 8    |
| 紐約城          | 2015      | 美國足球大聯盟     | 10   | 3    | —        | —        | —        | —        | —      | —      | —    | —    | 10   | 3    |
| 紐約城          | 2016      | 美國足球大聯盟     | 19   | 12   | 0        | 0        | —        | —        | —      | —      | 2    | 0    | 21   | 12   |
| 紐約城          | 總計      | 總計               | 29   | 15   | 0        | 0        | —        | —        | —      | —      | 2    | 0    | 31   | 15   |
| 生涯總計        | 生涯總計  | 生涯總計           | 647  | 193  | 73       | 28       | 51       | 23       | 130    | 29     | 14   | 1    | 915  | 274  |

1. ↑  包含英格蘭足總盃
2. ↑  於英格蘭足球聯賽錦標賽出賽
3. ↑  於歐洲足協圖圖盃6次出賽3顆進球,於歐足總歐洲聯賽4次出賽1顆進球
4. 1 2  於歐足總歐洲聯賽出賽
5. 1 2 3 4 5 6 7 8 9 10 11  於歐洲冠軍聯賽出賽
6. 1 2 3 4 5  於英格蘭社區盾出賽
7. ↑  於歐洲冠軍聯賽3次出賽,歐足總歐洲聯賽7次出賽
8. ↑  於英格蘭社區盾1次出賽,歐洲超級盃1次出賽,國際足總俱樂部世界盃2次出賽
9. ↑  於歐洲超級盃出賽
10. ↑  於2016年美國足球大聯盟季後賽出賽

### 國家隊
參考來源:
| 國家隊 | 年分 | 出賽 | 進球 |
| ------ | ---- | ---- | ---- |
| 英格蘭 | 1999 | 1    | 0    |
| 英格蘭 | 2000 | 0    | 0    |
| 英格蘭 | 2001 | 3    | 0    |
| 英格蘭 | 2002 | 3    | 0    |
| 英格蘭 | 2003 | 9    | 1    |
| 英格蘭 | 2004 | 13   | 6    |
| 英格蘭 | 2005 | 9    | 3    |
| 英格蘭 | 2006 | 13   | 2    |
| 英格蘭 | 2007 | 9    | 2    |
| 英格蘭 | 2008 | 6    | 0    |
| 英格蘭 | 2009 | 10   | 6    |
| 英格蘭 | 2010 | 7    | 0    |
| 英格蘭 | 2011 | 7    | 3    |
| 英格蘭 | 2012 | 3    | 3    |
| 英格蘭 | 2013 | 10   | 3    |
| 英格蘭 | 2014 | 3    | 0    |
| 總計   | 總計 | 106  | 29   |

#### 國家隊進球
| #  | 日期           | 場館                                                             | 場次 | 對手       | 進球 | 勝負 | 賽事                       |
| -- | -------------- | ---------------------------------------------------------------- | ---- | ---------- | ---- | ---- | -------------------------- |
| 1  | 2003年8月20日  | 英格兰，伊普斯威奇 · 波特曼路球場（Portman Road）                | 12   |            | 3–1  | 勝   | 友誼賽                     |
| 2  | 2004年6月5日   | 英格兰，曼徹斯特 · 曼徹斯特市球場（City of Manchester Stadium）  | 19   | 冰島       | 6–1  | 勝   | 2004年足協夏日錦標賽       |
| 3  | 2004年6月13日  | 葡萄牙，里斯本 · 盧斯球場（Estádio da Luz）                      | 20   | 法國       | 1–2  | 負   | 2004年歐洲國家盃小組賽     |
| 4  | 2004年6月21日  | 葡萄牙，里斯本 · 盧斯球場（Estádio da Luz）                      | 22   |            | 4–2  | 勝   | 2004年歐洲國家盃小組賽     |
| 5  | 2004年6月24日  | 葡萄牙，里斯本 · 盧斯球場（Estádio da Luz）                      | 23   | 葡萄牙     | 2–2  | 和   | 2004年歐洲國家盃八強賽     |
| 6  | 2004年9月4日   | 奥地利，維也納 · 恩斯特·哈佩爾球場（Ernst Happel Stadion）       | 25   | 奥地利     | 2–2  | 和   | 2006年國際足總世界盃外圍賽 |
| 7  | 2004年10月9日  | 英格兰，曼徹斯特 · 老特拉福球場（Old Trafford）                  | 27   |            | 2–0  | 勝   | 2006年國際足總世界盃外圍賽 |
| 8  | 2005年3月26日  | 英格兰，曼徹斯特 · 老特拉福球場（Old Trafford）                  | 31   | 北爱尔兰   | 4–0  | 勝   | 2006年國際足總世界盃外圍賽 |
| 9  | 2005年10月8日  | 英格兰，曼徹斯特 · 老特拉福球場（Old Trafford）                  | 36   | 奥地利     | 1–0  | 勝   | 2006年國際足總世界盃外圍賽 |
| 10 | 2005年10月12日 | 英格兰，曼徹斯特 · 老特拉福球場（Old Trafford）                  | 37   | 波蘭       | 2–1  | 勝   | 2006年國際足總世界盃外圍賽 |
| 11 | 2006年6月3日   | 英格兰，曼徹斯特 · 老特拉福球場（Old Trafford）                  | 40   | 牙买加     | 6–0  | 勝   | 友誼賽                     |
| 12 | 2006年8月16日  | 英格兰，曼徹斯特 · 老特拉福球場（Old Trafford）                  | 46   | 希腊       | 4–0  | 勝   | 友誼賽                     |
| 13 | 2007年8月22日  | 英格兰，倫敦 · 溫布利球場（Wembley Stadium）                     | 56   | 德国       | 1–2  | 負   | 友誼賽                     |
| 14 | 2007年11月21日 | 英格兰，倫敦 · 溫布利球場（Wembley Stadium）                     | 60   |            | 2–3  | 負   | 2008年歐洲國家盃外圍賽     |
| 15 | 2009年3月28日  | 英格兰，倫敦 · 溫布利球場（Wembley Stadium）                     | 68   | 斯洛伐克   | 4–0  | 勝   | 友誼賽                     |
| 16 | 2009年6月6日   | ，阿拉木圖 · 阿拉木圖中央體育場（Almaty Central Stadium）        | 70   |            | 4–0  | 勝   | 2010年國際足總世界盃外圍賽 |
| 17 | 2009年6月10日  | 英格兰，倫敦 · 溫布利球場（Wembley Stadium）                     | 71   | 安道尔     | 6–0  | 勝   | 2010年國際足總世界盃外圍賽 |
| 18 | 2009年9月5日   | 英格兰，倫敦 · 溫布利球場（Wembley Stadium）                     | 73   | 斯洛維尼亞 | 2–1  | 勝   | 友誼賽                     |
| 19 | 2009年9月9日   | 英格兰，倫敦 · 溫布利球場（Wembley Stadium）                     | 74   |            | 5–1  | 勝   | 2010年國際足總世界盃外圍賽 |
| 20 | 2009年9月9日   | 英格兰，倫敦 · 溫布利球場（Wembley Stadium）                     | 74   |            | 5–1  | 勝   | 2010年國際足總世界盃外圍賽 |
| 21 | 2011年3月26日  | ，卡地夫 · 千禧球場(Millennium Stadium)                          | 85   |            | 2–0  | 勝   | 2012年歐洲國家盃外圍賽     |
| 22 | 2011年6月4日   | 英格兰，倫敦 · 溫布利球場（Wembley Stadium）                     | 86   | 瑞士       | 2–2  | 和   | 2012年歐洲國家盃外圍賽     |
| 23 | 2011年11月12日 | 英格兰，倫敦 · 溫布利球場（Wembley Stadium）                     | 90   | 西班牙     | 1–0  | 勝   | 友誼賽                     |
| 24 | 2012年9月7日   | 摩尔多瓦 , 基希涅夫 · 森布魯球場（Zimbru Stadium）               | 92   | 摩尔多瓦   | 5–0  | 勝   | 2014年國際足總世界盃外圍賽 |
| 25 | 2012年9月7日   | 摩尔多瓦 , 基希涅夫 · 森布魯球場（Zimbru Stadium）               | 92   | 摩尔多瓦   | 5–0  | 勝   | 2014年國際足總世界盃外圍賽 |
| 26 | 2012年9月11日  | 英格兰，倫敦 · 溫布利球場（Wembley Stadium）                     | 93   | 乌克兰     | 1–1  | 和   | 2010年國際足總世界盃外圍賽 |
| 27 | 2013年2月6日   | 英格兰，倫敦 · 溫布利球場（Wembley Stadium）                     | 94   | 巴西       | 2–1  | 勝   | 友誼賽                     |
| 28 | 2013年3月22日  | 圣马力诺，塞拉瓦萊斯克里維亞 · 聖馬力諾體育場（Stadio Olimpico） | 95   | 圣马力诺   | 8–0  | 勝   | 2014年國際足總世界盃外圍賽 |
| 29 | 2013年5月29日  | 英格兰，倫敦 · 溫布利球場（Wembley Stadium）                     | 96   | 愛爾蘭     | 1–1  | 和   | 友誼賽                     |

### 教練生涯數據
最後更新：2021年1月25日
| 隊伍          | 任期開始      | 任期結束      | 紀錄 | 紀錄 | 紀錄 | 紀錄 | 紀錄    | Ref.          |
| 隊伍          | 任期開始      | 任期結束      | 場次 | 勝場 | 和局 | 敗場 | 勝率(%) | Ref.          |
| ------------- | ------------- | ------------- | ---- | ---- | ---- | ---- | ------- | ------------- |
| 德比郡        | 2018年5月31日 | 2019年7月4日  | 57   | 24   | 17   | 16   | 42.1    | [ 9 ]         |
| 切爾西        | 2019年7月4日  | 2021年1月25日 | 84   | 44   | 17   | 23   | 52.4    | [ 9 ]         |
| 埃弗顿        | 2022年1月31日 | 2023年1月23日 | 44   | 12   | 8    | 24   | 27.3    | [ 9 ]         |
| 切爾西 (看守) | 2023年4月6日  | Present       | 4    | 0    | 0    | 4    | 00.0    | [ 10 ] [ 11 ] |
| 總計          | 總計          | 總計          | 141  | 68   | 34   | 39   | 48.2    |               |

## 榮譽

### 球員生涯

#### 球會
韋斯咸
- 歐洲足協圖圖盃：1999[13]

 車路士

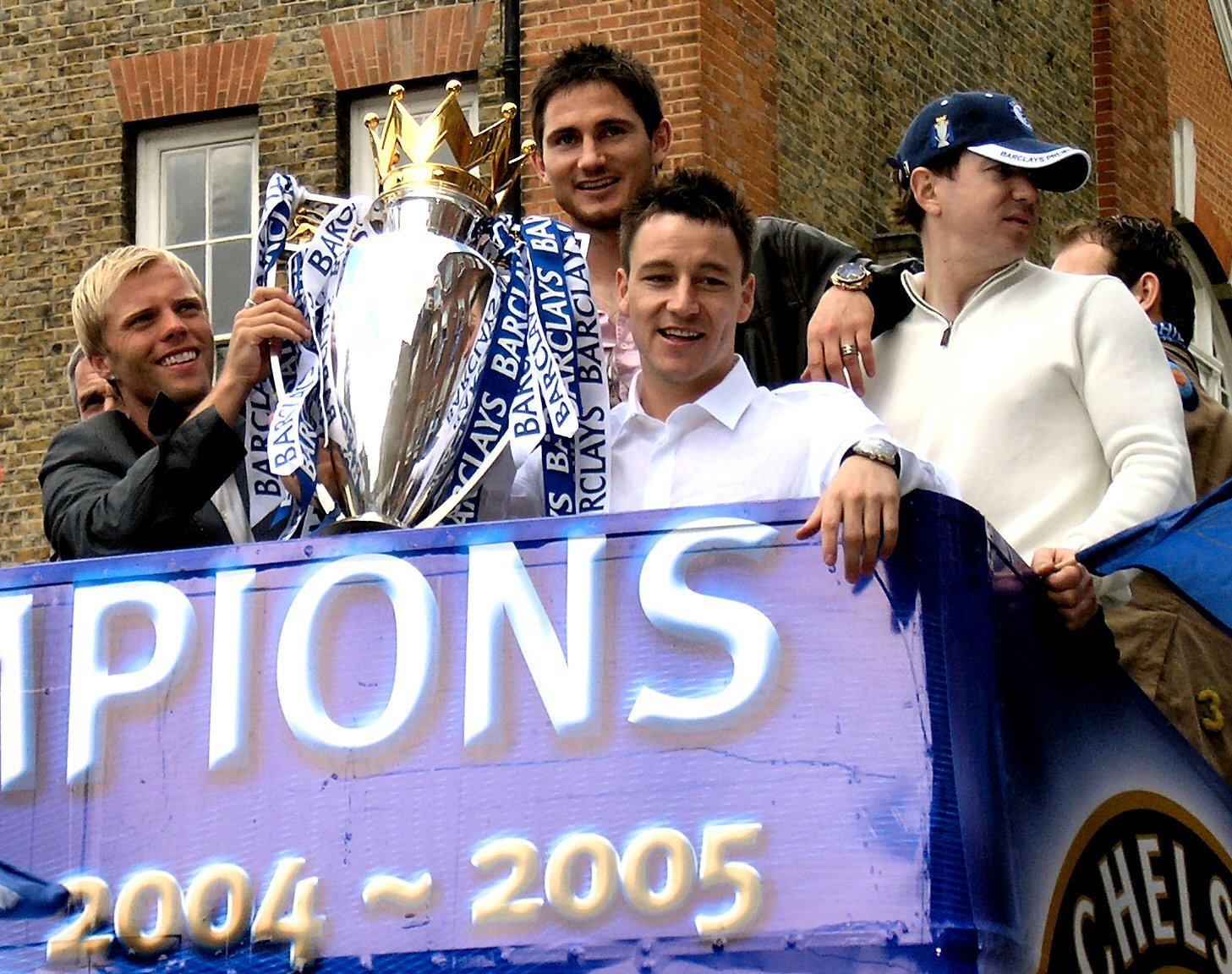
林柏特與隊友約翰·泰利和艾度亞·古莊臣慶祝奪得2004–05賽季英超冠軍。

- 英格兰足球超级联赛：2004–05、2005–06、2009–10[14]
- 英格蘭足總盃：2006–07、2008–09、2009–10、2011–12
- 英格蘭足球聯賽盃：2004–05（英语：2004–05 Chelsea F.C. season）、2006–07（英语：2006–07 Chelsea F.C. season）
- 英格蘭社區盾：2005（英语：2005_FA_Community_Shield）、2009
- 欧洲冠军联赛：2011–12
- 歐洲足協歐霸盃：2012–13

個人
- 英格蘭FWA足球先生：2005[15]
- PFA球迷票選年度最佳球員（英语：PFA_Fans'_Player_of_the_Year）：2005[16]
- PFA最佳貢獻獎（英语：PFA_Merit_Award）：2015[17]
- FWA貢獻獎：2010[18]
- 英格兰足球超级联赛赛季最佳球员：2004–05[14]
- 英格兰足球超级联赛助攻王：2004–05、2008–09（並列）、2009–10[19]
- PFA年度最佳陣容：2003–04 英超[20]、2004–05 英超[21]、2005–06 英超[22]
- 國際職業球員聯盟年度最佳陣容：2005[23]
- 歐洲足協球會足球獎最佳中場：2008[24]
- 英格蘭年度球員：2004、2005[25]
- 欧洲体育杂志联盟年度最佳陣容：2004–05、2005–06、2009–10[26]
- 歐洲國家盃賽事最佳陣容（英语：UEFA_European_Championship_awards）：2004[27]
- 英格兰足球超级联赛月度最佳球员：2003年9月、2005年4月、2005年10月、2008年10月[14]
- 車路士年度最佳球员：2004、2005、2009[28]
- 英格蘭超級足球聯賽20週年獎項（英语：Premier_League_20_Seasons_Awards）：英超500俱樂部[29]
- 美國職業大聯盟全明星隊：2015（英语：2015_MLS_All-Star_Game）[30]
- 环球足球奖球員生涯獎：2015[31]
- 美國職業足球大聯盟月度最佳球員（英语：MLS_Player_of_the_Month）：2016年7月（英语：2016_Major_League_Soccer_season）[32]
- 英格蘭超級足球聯賽名人堂：2021[33]

### 執教生涯
車路士
- 英格蘭足總盃亞軍：2019–20（英语：2019–20_FA_Cup）[34]
- 歐洲超級盃亞軍：2019

個人
- 英格兰足球超级联赛月度最佳主教练：2019年10月[35]

### 勳章
- 大英帝國勳章：2015（英语：2015_Birthday_Honours）[36][37]

## 其他
林柏特曾在2001-05球季中，創出英超最長連續以正選上陣紀錄（164場），打破了占士的160場紀錄，由於林柏特是中場球員，所需付出的體力遠遠多於出任守門員的占士，因此林柏特被譽為「鐵人」。
兰帕德在2013年2月2日，在切尔西与紐卡素的比赛中打入一个球。成为英超史上第一个连续十个赛季进球数达到两位数的球员，也是英格兰顶级联赛历史上唯一一个获得此荣誉的中场球员。

## 外部連結
- 足球数据库：法蘭克‧林柏特的球员统计数据
- Soccerway資料庫：法蘭克·林柏特